# Aricidea fragilis
Aricidea fragilis är en ringmaskart som beskrevs av Webster 1879. Aricidea fragilis ingår i släktet Aricidea och familjen Paraonidae.

## Underarter
Arten delas in i följande underarter:
- A. f. caeca
- A. f. mediterranea